# Chaux-lès-Passavant
Chaux-lès-Passavant település Franciaországban, Doubs megyében. Lakosainak száma 121 fő (2022. január 1.). Chaux-lès-Passavant Aïssey, Orsans, Vercel-Villedieu-le-Camp, Belmont, Gonsans és Magny-Châtelard községekkel határos.

## Népesség
A település népességének változása:
| Lakosok száma | 192  | 154  | 137  | 147  | 146  | 142  | 133  | 122  | 122  | 121  |
|               | 1968 | 1982 | 1990 | 2006 | 2013 | 2015 | 2017 | 2019 | 2020 | 2022 |